# Forest Hills Tennis Classic 2005
Forest Hills Tennis Classic 2005 — жіночий тенісний турнір, що проходив на відкритих кортах з твердим покриттям у Форест-Гіллс (США). Це був другий за ліком Forest Hills Tennis Classic. Належав до турнірів 4-ї категорі в рамках Туру WTA 2005. Тривав з 22 до 28 серпня 2005 року. Луціє Шафарова здобула титул в одиночному розряді.

## Переможниці та фіналістки

### Одиночний розряд
Луціє Шафарова —  Саня Мірза 3–2, 7–5, 6–4
- Для Шафарової це був 2-й титул за сезон і за кар'єру.